# Eryphus bivittatus
Eryphus bivittatus är en skalbaggsart som först beskrevs av Julius Melzer 1934.  Eryphus bivittatus ingår i släktet Eryphus och familjen långhorningar.
Artens utbredningsområde är Uruguay. Inga underarter finns listade i Catalogue of Life.